# Intolleranza 1960

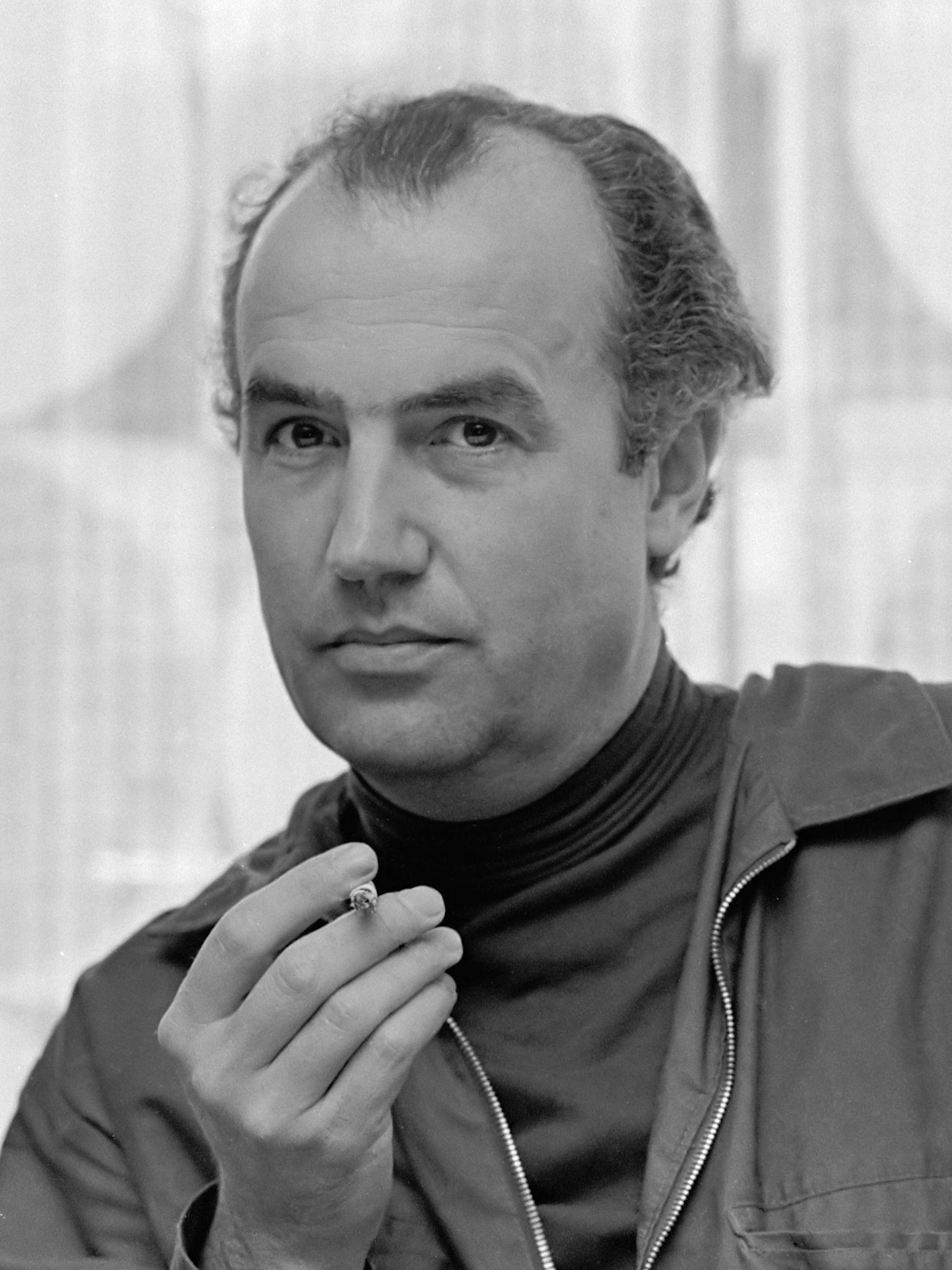
Luigi Nono

Intolleranza 1960 är en opera (Azione scenica) i två delar med musik av Luigi Nono. Text av tonsättaren efter en idé av Angelo Maria Ripellino. Nono tillägnade operan sin svärfar Arnold Schönberg och den uruppfördes 13 april 1961 på Teatro La Fenice i Venedig under ledning av Bruno Maderna. Operan var Nonos första verk för operascenen och är en flammande protest emot intolerans, förtryck och människans okränkbara värdighet.

## Bakgrund
Nono började som en företrädare för den så kallade Darmstadtskolan, det vill säga under påverkan av Schönbergs tolvtonsteknik, men slog därefter inte, som de flesta av hans samtida, in på en väg mot stilpluralism och eklekticism, utan letade sig fram till ett musikspråk där han kunde formulera det extrema: tystnaden och skriet.

## Verkets uppförande och mottagande
Uruppförandet 1961 ledde till en ordentlig skandal och otvivelaktigt försökte organiserade nyfascistiska grupper störa framförandet genom att skrika "Viva la polizia" under tortyrscenen. Detta var inte någon tillfällighet. Nono hade visserligen utgått från existentiella grundsituationer i det mänskliga livet, men hade kopplat dessa till konkreta, aktuella konstellationer, som framställs och liknas vid sådana fenomen som den ökande arbetsmigrationen, det alltmer egenmäktiga polisväsendet, den hotande nyfascismen och de okontrollerbara världskatastroferna. I Intolleranza 1960 äger en människas förvandling till människa rum under 1900-talets betingelser, det vill säga under allt större nationell, social och ideologisk intolerans. Av sina motståndare anklagades Nono för att ha förgiftat den italienska musiken.
Efter premiären började en del kritiker debattera det som de mest hade fäst sig vid: hur bullrig operan var. De medgav emellertid att Nonos verk knappast skulle bli populär hos den breda publiken men att verket skulle framstå som en symbol för fascismen och kriget, att operan kunde tjäna som en varningsklocka för att inte historien skulle upprepas. I den kommunistiska tidningen L'Unità tolkades det musikaliska kaoset som en ny form av realism, omformad av hågkomster från den fascistiska regimen såsom en allegori av nutida förtryck. Operans kraftfulla oljudsmusik sågs som Nonos sätt att infoga hörselintryck från biografer och television, och på så sätt framställa en insikt i hur traditionella elitgenrer som teater och opera kan reagera på den nya tidens ökande och härskande massunderhållning.

## Personer
- En invandrare (Tenor)
- Hans följeslagerska (Sopran)
- En kvinna (Alt)
- En algerier (Baryton)
- En torterad man (Bas
- Fyra gendarmer (Talroller)
- Gruvarbetare, demonstranter, torterade människor, fångar, invandrare, algerier, bönder (kör)

## Handling
En man har på grund av arbetslösheten i södern sökt sig till en gruvindustri i norr, där han har slagit sig ned och funnit en kvinna. Men nu, i mitten av sitt liv, vill han återvända till hemlandet och lämnar sin kvinna. Under sin vandring tillbaka till hemtrakten konfronteras han av demonstrationer, protester, arresteringar, förhör och tortyr. Han hamnar i koncentrationsläger, flyr och tvingas uppleva byråkrati, terror, fanatism, absurditet och intolerans i ett liv som styrs av hunger och skräck. Han dras in i de olika situationerna och får uppleva sexuellt tvång och utpressning, kärlek och gemenskap, varefter han slutligen råkar ut för en översvämning och slutar sin färd; där han behövs, där är hans hem.